# آبي مانلي
آبي مانلي (بالإنجليزية: Abe Manley)‏ هو لاعب كرة قاعدة أمريكي، ولد في 22 ديسمبر 1885، وتوفي في 9 ديسمبر 1952.